# Sarnevo (Stara Zagora)
Sarnevo (Bulgaars: Сърнево) is een dorp in de Bulgaarse gemeente Radnevo, oblast Stara Zagora. Het dorp ligt hemelsbreed 19 km ten zuidoosten van Stara Zagora en 209 km ten zuidoosten van Sofia.

## Bevolking
Op 31 december 2020 telde het dorp Sarnevo 1.428 inwoners. Het aantal inwoners vertoont al jaren een dalende trend: in 1956 telde het dorp nog 2.478 inwoners.
| Bevolkingsontwikkeling tussen 1934 en 2020          |
| --------------------------------------------------- |
|                                                     |
| Bron: Nationaal Statistisch Instituut van Bulgarije |

In het dorp wonen grotendeels etnische Bulgaren, maar ook Roma en Turken. In de optionele volkstelling van 2011 identificeerden 1.185 van de 1.423 ondervraagden zichzelf als etnische Bulgaren, oftewel 83,3% van alle ondervraagden. Verder identificeerden 218 ondervraagden zichzelf als Roma en 14 als etnische Turken.
| Etnische samenstelling van de respondenten (2011) | Etnische samenstelling van de respondenten (2011) | Etnische samenstelling van de respondenten (2011) | Etnische samenstelling van de respondenten (2011) | Etnische samenstelling van de respondenten (2011) |
| ------------------------------------------------- | ------------------------------------------------- | ------------------------------------------------- | ------------------------------------------------- | ------------------------------------------------- |
|                                                   |                                                   |                                                   |                                                   |                                                   |
| Bulgaren                                          | Bulgaren                                          |                                                   | 83,3%                                             | 83,3%                                             |
| Turken                                            | Turken                                            |                                                   | 1,0%                                              | 1,0%                                              |
| Roma                                              | Roma                                              |                                                   | 15,3%                                             | 15,3%                                             |
| Anders/Onbekend                                   | Anders/Onbekend                                   |                                                   | 0,6%                                              | 0,6%                                              |

Van de 1.438 inwoners die in februari 2011 werden geregistreerd, waren er 163 jonger dan 15 jaar oud (11,3%), gevolgd door 888 personen tussen de 15-64 jaar oud (61,8%) en 387 personen van 65 jaar of ouder (26,9%).